# 千光寺 (砺波市)
千光寺（せんこうじ）は、富山県砺波市芹谷にある真言宗の寺院。山号は芹谷山。
開基は大宝3年（703年）といわれ、彌勒山安居寺（南砺市安居）とともに砺波地方でもっとも古い寺とされる。浄土真宗の多い富山県にあって真言宗の寺院は珍しく、その中でも特に古い伝承と多くの寺宝を保持しており、越中真言の古刹として著名である。また、閻魔像を安置する寺としてもよく知られる。

## 由緒
- 大宝3年（703年）天竺（インド）の僧法道円徳上人の開基。桓武朝以後7代に亘り皇室勅願所であった。上杉謙信侵攻の際焼失。その後元和4年（1618年）の火事で再度被災した。豊臣秀吉の越中平定のとき、復興を命じ禁制朱印状（現存）を下した。以後加賀藩の祈祷所となり寺領安堵され現在に至る。

### 法道仙人
- 法道仙人は天竺（インド）の霊鷲山に住む五百時妙仙の一人で、日本に渡来したという伝説上の人物である[2]。法道開基の寺は北陸では能登の石動山や越後の米山、越中では砺波市の千光寺（真言宗）のほか、氷見市の大栄寺（浄土真宗）、上日寺（真言宗）、小矢部市の観音寺（真言宗）などがある。

## 伽藍
山門
砺波市指定文化財。寛政9年（1797）建築。富山県内最古の二階二重門、江戸時代後期の代表的建築として貴重。
仁王像　山門に2体の仁王像（阿形、吽形）が安置されている。2012年11月から滋賀県大津市の園城寺（三井寺）の佛教尊像修復院で解体修理を行ったところ、この像はスギとヒノキが混用されており、非常に細かい部材で造られていることが判明した。胎内に棟札や墨書銘がなかったので像の年代は明らかではないが、部材の放射性炭素年代測定では1.17世紀後半、2.18世紀前半、3.18世紀後半〜19世紀の3時期の年代値が出た。
鐘楼堂

観音堂
砺波市指定文化財。宝暦10年（1760）建築。向拝の迫力のある龍の欄間や「竹に虎」の彫刻、室内の欄間の唐獅子彫刻が見どころである。
閻魔堂

客殿

書院
砺波市指定文化財。明治29年（1896）建築。新座敷ともいう。外観は質素で、内部は銘木を多用している。華美に走らず洗練され、質の高い造りをしている。
土蔵
砺波市指定文化財。2棟の土蔵をつないだ二戸前形式。西蔵は天明5年（1760）建築で富山県内で2番目に古い蔵。東蔵は文久2年（1862）建築。富山県土蔵100選。
御幸門
砺波市指定文化財。高さ5.3ｍ、幅5.5ｍ。武家屋敷や大寺院の正門に多い「一間薬医門」様式で北陸で最古段階のものである。
明治5年（1872）、高岡市の国宝瑞龍寺にあった裏門を移築した。1969年に砺波市で全国植樹祭が開かれた際、昭和天皇が通られたことから御幸門という名前が付いた。
千光寺と千光寺御幸門・土蔵改修委員会に依頼された職藝学院により修復され、平成27年12月18日に完成式が行われた。解体した部材の腐食や虫食い部分に木材を埋め込むなどし、屋根にガルバリウム鋼板を使い、江戸時代初期の建設当初のこけら葺風に復元された。
地蔵堂
砺波市ふるさと文化財。切妻造の平入りで玉石積の基壇上に建つ。製作年代の違う地蔵が6体祀られている。建物は間口一間半の奥行四尺と六地蔵を祀るため横長になり、正面を開放、両側面は格子窓、背面は板壁とする。屋根は桟瓦葺で恵比寿と大黒の鬼瓦がのるが、当初はこけら葺だった。
稲荷堂

天皇皇后陛下御休息所

経堂

庫裡

- 千光寺の山門
- 千光寺の参道
- 観音堂
- 閻魔堂
- 土蔵
- 御幸門(平成27年改修前)
- 地蔵堂

## 文化財
- 銅造観世音菩薩立像(白鳳時代、富山県指定有形文化財(1965年1月1日指定))
- 絹本著色大威徳明王図(室町時代、富山県指定有形文化財(1981年1月22日指定))
- 絹本著色両界曼荼羅図(金剛界曼荼羅図 胎蔵界曼荼羅図)(鎌倉時代、富山県指定有形文化財(1981年1月22日指定))
- 上杉謙信奉納刃(備前長船久光作)
- 仁王像(江戸時代)
- 豊臣秀吉禁制朱印状(安土桃山時代)　等

## アクセス
拝観
- 拝観時間 8:00 - 17:00　　拝観料 無料

交通
駐車場有
- JR城端線砺波駅から砺波市営バス頼成山行「千光寺」バス停下車徒歩2分
- 車では北陸自動車道・砺波ICを下りて国道359号を富山市方面に向かって15分

## 周辺

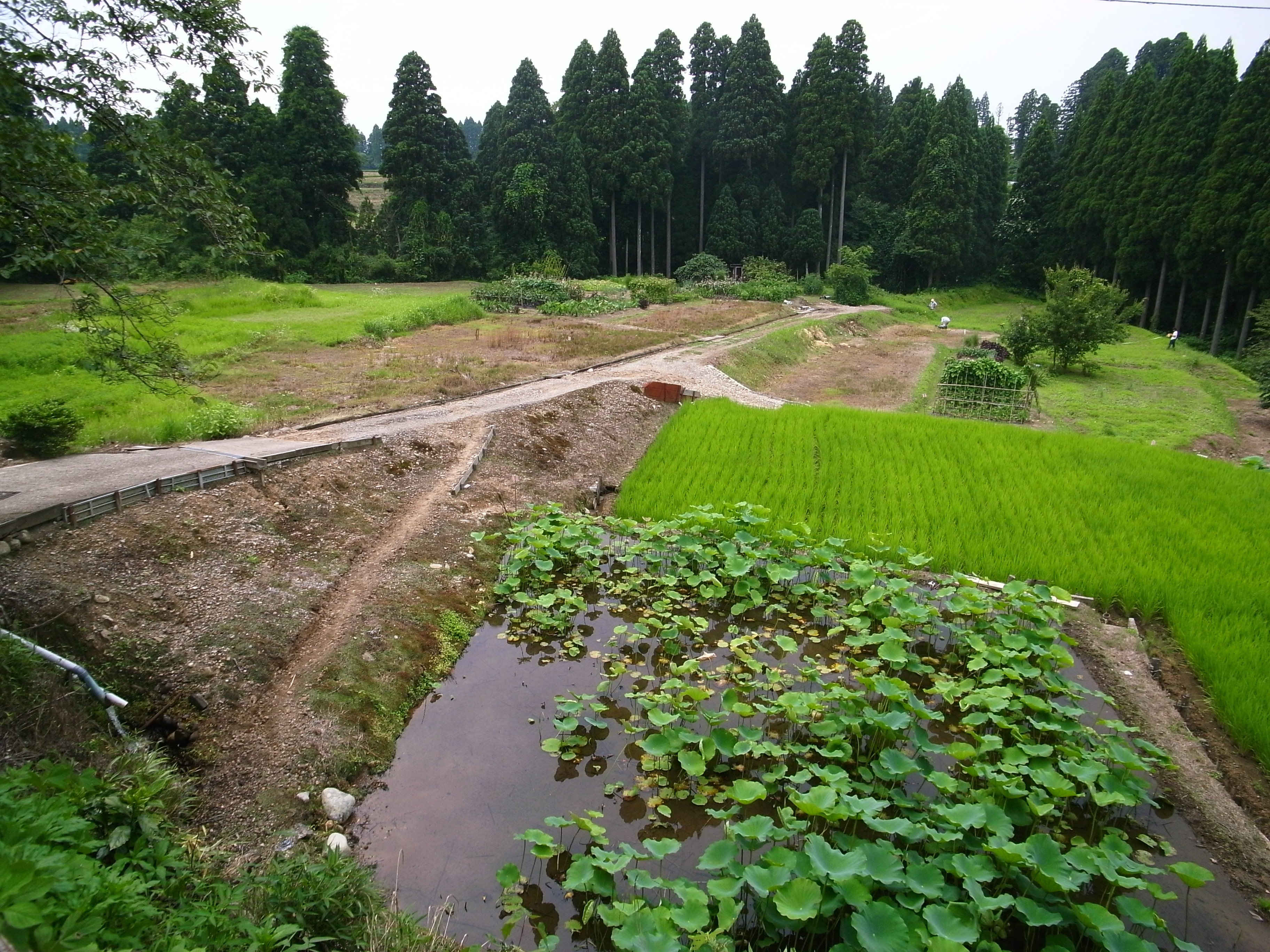
千光寺前の蓮華谷

千光寺駐車場西側に蓮華谷や下大門（しもだいもん）と呼ばれる場所がある。

## 催事

### 千光寺芹の市
6月と9月に千光寺の境内で朝市が開かれる。地場産野菜やパンの販売のほか、境内の文化財をめぐるガイドツアーや手打ち蕎麦「千光寺そば」の提供も行われる。
- 芹の市の様子
- 芹の市の様子

### 企画展
- 高岡市立博物館　特別展「千光寺の文化財」－越中古寺の至宝－　1993年
- 砺波郷土資料館・となみ散居村ミュージアム・砺波市美術館共同企画展「越中真言の古刹 芹谷山千光寺展」（砺波市美術館「越中真言の古刹 芹谷山千光寺の至宝」2014年11月8日〜12月14日、砺波郷土資料館「第38回郷土先人展　芹谷山千光寺と法道仙人展」2014年10月10日〜11月30日、となみ散居村ミュージアム「写真展　芹谷山千光寺の四季」2014年11月8日〜12月7日）